# 毓秀桥 (韩城)
毓秀桥位于中国陕西省韩城市城南涺水之上，金城街道南关，俗称南桥，是一座十孔石拱桥，2003年被列为第四批陕西省文物保护单位，2013年被列为第七批全国重点文物保护单位。

## 历史
毓秀桥所在位置原有木桥，清康熙四十一年（1702年）至四十五年始建石桥，乾隆十六年（1751年）重修，名为集胜桥，乾隆二十一年重修后改为现名，道光二年（1822年）、宣统二年（1910年）又有重修。毓秀桥全长180米，宽4.50米，共有十孔。桥南有木牌坊一座，为康熙年间始建石桥时所建。

## 保护
2003年9月24日，毓秀桥由陕西省人民政府公布为第四批陕西省文物保护单位，编号4-3-15。
2013年3月5日，毓秀桥由中华人民共和国国务院公布为第七批全国重点文物保护单位，编号7-1444。